# Ікоана (Джурджу)
Ікоана (рум. Icoana) — село у повіті Джурджу в Румунії. Входить до складу комуни Улмі.
Село розташоване на відстані 28 км на захід від Бухареста, 68 км на північ від Джурджу, 129 км на південь від Брашова.

## Населення
За даними перепису населення 2002 року у селі проживали 1030 осіб, усі — румуни. Усі жителі села рідною мовою назвали румунську.